# Lloc de socors

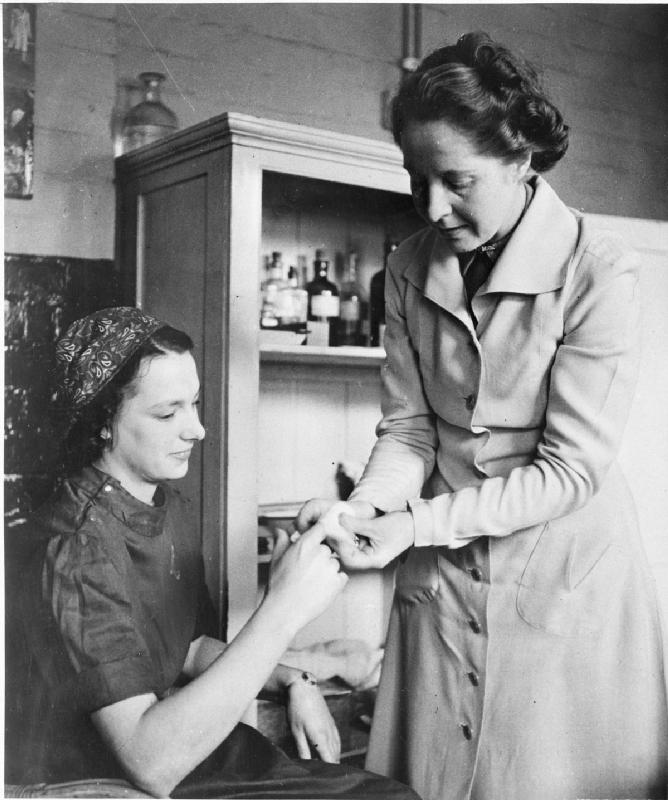
Una treballadora rep un primer ajut a un dit adolorit pel seu supervisor en un lloc de socors o de primers auxilis, circa 1941

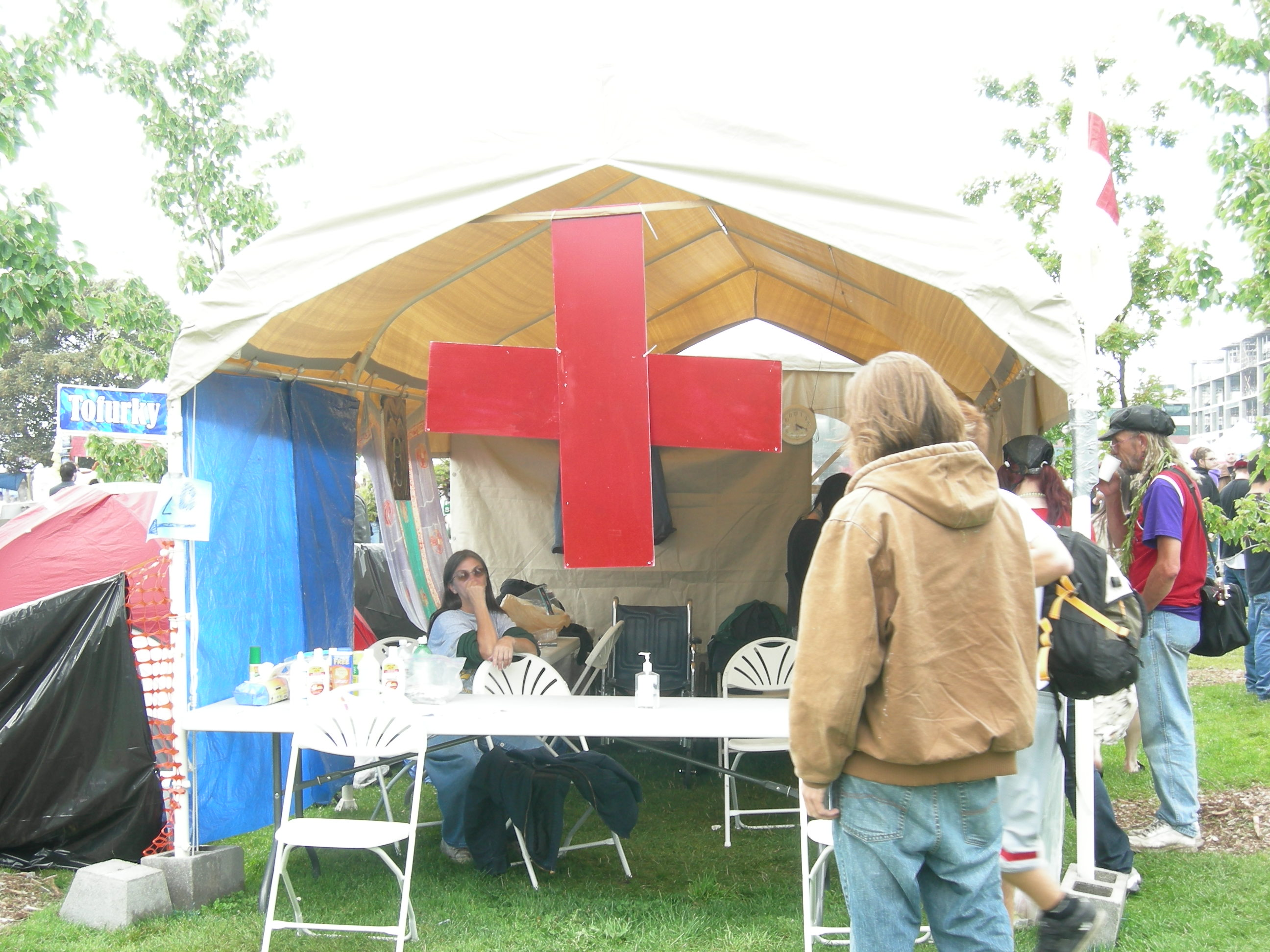
Estació de primers auxilis a un festival (Estats Units, 2007)

Un lloc de socors o lloc de primers auxilis, és una habitació d'un establiment, públic o privat (p. ex. una escola, fàbrica, local d'esports o aeroport) on pot ser atès algun ferit o algú que hagi caigut malalt, en la premissa d'un primer ajut, esperant l'arribada dels serveis mèdics d'emergència.

## Instal·lació
Segons les instruccions emeses el 1981 al Regne Unit, un lloc de socors o de primers auxilis ha de ser clarament indicat, fàcilment accessible i contenir:
- Una pica i aigua potable;
- Materials de primers ajuts (que poden incloure mantes i equipament protector);
- Una llitera d'examen mèdic ;
- Un telèfon o altre equipament de comunicació;
- Un llibre de registre per enregistrar incidents.[1]

En el Regne Unit un lloc de socors o de primers auxilis és obligatori en algunes fàbriques químiques, llocs de construcció, o instal·lacions a certa distància de serveis mèdics. En alguns casos el lloc pot ser utilitzat per a altres fins mentre no estigui en ús per a primers auxilis.
Un lloc de socors o de primers auxilis provisional pot ser especialment important, per a reunir persones en un incident o emergència.